# Riho Terras
Riho Terras, né le 17 avril 1967 à Kohtla-Järve, est un militaire et homme politique estonien, membre du parti Isamaa.
Il siège au Parlement européen depuis le 1er février 2020.